# Datro Fofana
David Datro Fofana (Ouragahio, 22 dicembre 2002) è un calciatore ivoriano, attaccante del Chelsea.

## Caratteristiche tecniche
Centravanti dotato di una buona struttura fisica ed ottima velocità, può svariare su tutto il fronte offensivo.

## Carriera

### Club

#### Gli inizi
Inizia la propria carriera con la maglia dell'Abidjan City, squadra che nella stagione 2019-2020 lo ha ceduto con la formula del prestito all'AFAD Djekanou. A marzo 2020, ha sostenuto un provino per i norvegesi del Molde, ma a causa della pandemia di COVID-19 il giocatore è dovuto tornare in patria.
Il 6 gennaio 2021, l'Abidjan City ha reso noto il trasferimento di Fofana all'Angers; i francesi hanno però prontamente negato l'accordo tra le parti, con il direttore sportivo del club che ha confermato solo un interessamento per il calciatore.
Il 2 febbraio seguente, si trasferisce a titolo definitivo al Molde, con cui firma un contratto valido fino al 31 dicembre 2024. Il 18 febbraio ha esordito come professionista in UEFA Europa League, subentrando a Björn Sigurðarson e trovando la rete del definitivo pareggio del 3-3 contro l'Hoffenheim.

#### Chelsea e vari prestiti
Il 28 dicembre 2022, il Chelsea ha reso noto d'aver raggiunto un accordo per il trasferimento di Fofana, col giocatore che si sarebbe aggregato al nuovo club a partire dal 1º gennaio 2023. Debutta per i Blues l'8 gennaio seguente, subentrando a Mateo Kovačić nell'incontro di FA Cup perso contro il Manchester City (4-0).
L'11 luglio 2023 lascia i blues in prestito annuale approdando all'Union Berlino. L'11 gennaio 2024 il prestito viene risolto anticipatamente.
Il 13 gennaio 2024 passa in prestito fino al termine della stagione al Burnley.

### Nazionale
Il 22 settembre 2019 ha esordito per la costa Costa d'Avorio in occasione della partita persa per 2-0 contro il Niger, valida per le qualificazioni al campionato delle Nazioni Africane 2020.

## Statistiche

### Presenze e reti nei club
Statistiche aggiornate al 28 gennaio 2025.
| Stagione        | Squadra         | Campionato      | Campionato | Campionato | Coppe nazionali | Coppe nazionali | Coppe nazionali | Coppe continentali | Coppe continentali | Coppe continentali | Altre coppe | Altre coppe | Altre coppe | Totale | Totale | Totale |
| Stagione        | Squadra         | Comp            | Pres       | Reti       | Comp            | Pres            | Reti            | Comp               | Pres               | Reti               | Comp        | Pres        | Reti        | Pres   | Reti   |        |
| --------------- | --------------- | --------------- | ---------- | ---------- | --------------- | --------------- | --------------- | ------------------ | ------------------ | ------------------ | ----------- | ----------- | ----------- | ------ | ------ | ------ |
| 2021            | Molde           | ES              | 18         | 0          | CN              | 5               | 2               | UEL                | 5                  | 1                  | -           | -           | -           | 28     | 3      |        |
| 2022            | Molde           | ES              | 24         | 15         | CN              | 3               | 2               | UECL               | 10                 | 4                  | -           | -           | -           | 37     | 21     |        |
| Totale Molde    | Totale Molde    | Totale Molde    | 42         | 15         |                 | 8               | 4               |                    | 15                 | 5                  |             | -           | -           | 65     | 24     |        |
| gen.-giu. 2023  | Chelsea         | PL              | 3          | 0          | FACup+CdL       | 1+0             | 0               | UCL                | 0                  | 0                  | -           | -           | -           | 4      | 0      |        |
| 2023-gen. 2024  | Union Berlino   | BL              | 12         | 1          | CG              | 1               | 0               | UCL                | 4                  | 1                  | -           | -           | -           | 17     | 2      |        |
| gen.-giu. 2024  | Burnley         | PL              | 15         | 4          | FACup+CdL       | -               | -               | -                  | -                  | -                  | -           | -           | -           | 15     | 4      |        |
| 2024-gen. 2025  | Göztepe         | SL              | 9          | 2          | TK              | 0               | 0               |                    | -                  | -                  |             | -           | -           | 9      | 2      |        |
| gen.-giu. 2025  | Chelsea         | PL              | -          | -          | FACup+CdL       | -               | -               | UECL               | -                  | -                  | -           | -           | -           | -      | -      |        |
| Totale carriera | Totale carriera | Totale carriera | 79         | 22         |                 | 10              | 4               |                    | 19                 | 6                  |             | -           | -           | 108    | 32     |        |

### Cronologia presenze e reti in nazionale
| Cronologia completa delle presenze e delle reti in nazionale ― Costa d'Avorio | Cronologia completa delle presenze e delle reti in nazionale ― Costa d'Avorio | Cronologia completa delle presenze e delle reti in nazionale ― Costa d'Avorio | Cronologia completa delle presenze e delle reti in nazionale ― Costa d'Avorio | Cronologia completa delle presenze e delle reti in nazionale ― Costa d'Avorio | Cronologia completa delle presenze e delle reti in nazionale ― Costa d'Avorio | Cronologia completa delle presenze e delle reti in nazionale ― Costa d'Avorio | Cronologia completa delle presenze e delle reti in nazionale ― Costa d'Avorio |
| Data                                                                          | Città                                                                         | In casa                                                                       | Risultato                                                                     | Ospiti                                                                        | Competizione                                                                  | Reti                                                                          | Note                                                                          |
| ----------------------------------------------------------------------------- | ----------------------------------------------------------------------------- | ----------------------------------------------------------------------------- | ----------------------------------------------------------------------------- | ----------------------------------------------------------------------------- | ----------------------------------------------------------------------------- | ----------------------------------------------------------------------------- | ----------------------------------------------------------------------------- |
| 22-9-2019                                                                     | Niamey                                                                        | Niger                                                                         | 2 – 0                                                                         | Costa d'Avorio                                                                | CHAN 2020                                                                     | -                                                                             |                                                                               |
| 16-11-2022                                                                    | Marrakech                                                                     | Costa d'Avorio                                                                | 4 – 0                                                                         | Burundi                                                                       | Amichevole                                                                    | -                                                                             | 59’                                                                           |
| 19-11-2022                                                                    | Marrakech                                                                     | Burkina Faso                                                                  | 2 – 1                                                                         | Costa d'Avorio                                                                | Amichevole                                                                    | -                                                                             | 61’                                                                           |
| Totale                                                                        |                                                                               | Presenze                                                                      | 3                                                                             |                                                                               | Reti                                                                          | 0                                                                             |                                                                               |

## Palmarès

### Club

#### Competizioni giovanili
- Norgesmesterskapet G19: 1

Molde: 2021

#### Competizioni nazionali
- Coppa di Norvegia: 1

Molde: 2021-2022
- Eliteserien: 1

Molde: 2022